# Powers Boothe
Powers Allen Boothe (Snyder, 1 juni 1948 – Los Angeles, 14 mei 2017) was een Amerikaans acteur. Hij is onder meer bekend van zijn rollen in Sin City en de televisieserie 24.

## Carrière
Boothe ging na het voltooien van zijn studie de acteerwereld in, door onder meer op te treden in verschillende voorstellingen van het Oregon Shakespeare Festival. In 1974 speelde hij mee in de uitvoering van Richard III door het Lincoln Center te New York. Vijf jaar later maakte hij zijn debuut op Broadway, in James McLure's Lone Star. In 1980 speelde hij de hoofdrol in de televisiefilm Guyana Tragedy: The Story of Jim Jones, waarvoor hij lovende kritieken kreeg, nationaal bekend werd en een Emmy Award won. Hij versloeg hiermee ervaren acteurs als Henry Fonda en Jason Robards.
Van 1983 tot 1986 speelde hij de hoofdrol in de televisieserie Philip Marlowe, Private Eye. Hij speelde rollen in films als Red Dawn (naast Patrick Swayze), A Breed Apart (naast Rutger Hauer), Nixon (naast Anthony Hopkins), en U Turn (naast Sean Penn).
In de serie Deadwood (2004-2006) was Boothe te zien als salooneigenaar Cy Tolliver.

## Privé
Boothe was getrouwd en had twee kinderen. Boothe overleed op 14 mei 2017 aan alvleesklierkanker, achttien dagen voor zijn negenenzestigste verjaardag.